# Bon Voyage (2003)
Bon Voyage (bra: Viagem do Coração; prt: Boa Viagem) é um filme francês de 2003, dos gêneros comédia dramática e suspense, dirigido por Jean-Paul Rappeneau.
Foi selecionado como representante da França à edição do Oscar 2004, organizada pela Academia de Artes e Ciências Cinematográficas.[carece de fontes?]

## Elenco
- Isabelle Adjani: Viviane Denvert
- Gérard Depardieu: Jean-Étienne Beaufort
- Virginie Ledoyen: Camille
- Yvan Attal: Raoul
- Grégori Derangère: Frédéric Auger
- Peter Coyote: Alex Winckler
- Aurore Clément: Jacqueline de Lusse
- Édith Scob: Madame Arbesault
- Michel Vuillermoz: sr. Girard
- Nicolas Vaude: Thierry Arpel
- Jean-Marc Stehlé: prof. Kopolski